# Homelix cruciatus
Homelix cruciatus är en skalbaggsart som beskrevs av Stefan von Breuning 1937. Homelix cruciatus ingår i släktet Homelix och familjen långhorningar. Inga underarter finns listade i Catalogue of Life.